# Работинский, Николай Ильич
Николай Ильич Работинский — советский ученый, доктор технических наук, член-корреспондент РАРАН.

## Биография
Родился в 1929 году в деревне Работино. Член КПСС.
Окончил Ленинградский технологический институт им. Ленсовета.
В 1953—1956 гг. — инженер на Дзержинском заводе им. Я. М. Свердлова.
В 1956—1977 гг. — инженер, начальник лаборатории, заместитель директора по научной работе, в 1977—1991 гг. — директор Дзержинского научно-исследовательского химико-технологического института.
В 1991—2002 гг. — генеральный директор ГосНИИ «Кристалл».
Дважды лауреат Государственной премии СССР (1970, 1983). Заслуженный изобретатель РСФСР (23.03.1989).
Умер в 2002 году в Дзержинске.

## Награды
- Орден Трудового Красного Знамени
- Орден Дружбы народов
- Орден Знак Почёта